# Friedrich Bergenroth
Friedrich Fritz Bergenroth (* 31. Dezember 1810 in Marggrabowa; † 9. November 1892 in Breslau) war ein deutscher Verwaltungsjurist und Abgeordneter in Preußen.

## Leben
Bergenroth besuchte das Königliche Gymnasium Lyck und studierte an der Albertus-Universität Königsberg Rechtswissenschaft. 1830 gehörte er mit Orlando Gortzitza, Friedrich Wilhelm Kalau von dem Hofe, Ludwig Schadebrodt und Julius Czwalina zu den Stiftern des Corps Masovia. Er war der erste Masure, der beim Abgang von der Universität ein Comitat erhielt. Nach dem Studium trat er in die innere Verwaltung des Königreichs Preußen. Er wurde Regierungsrat bei der Regierung in Gumbinnen. 1867 wurde er als Abgeordneter des Wahlkreises Gumbinnen 5 (Angerburg, Lötzen) zum Mitglied des Preußischen Abgeordnetenhauses gewählt. Am 10. Dezember 1868 verlor er das Mandat durch seine Beförderung zum Oberregierungsrat bei der Regierung in Stralsund. Nachdem er am 8. Februar 1869 wiedergewählt worden war, verlor er am 22. Oktober 1869 das Mandat abermals durch Ungültigkeitserklärung. 1886 war er Oberregierungsrat bei der Regierung in Posen. Zuletzt lebte er als Geh. Regierungsrat in Breslau.